# 모던스
모던스(The Moderns)는 미국에서 제작된 앨런 루돌프 감독의 1988년 영화이다. 키스 캐러딘 등이 주연으로 출연하였고 데이빗 블로커 등이 제작에 참여하였다.

## 출연

### 주연
- 키스 캐러딘
- 린다 피오렌티노
- 존 론
- 월리스 쇼운
- 주느비에브 뷔졸드
- 제랄딘 채플린
- 케빈 J. 오코너

### 조연
- 레이날드 부샤드
- 글렌 브래들리
- 피에르 샤농
- 안토니아 다우핀
- 알리 지론
- 로버트 굴드
- 해리 힐
- 비버리 머레이
- 엘자 레이븐
- 게일라드 사테인
- 대니엘 슈나이더
- 레니 스코피
- 브룩 스미스
- 데이빗 스타인
- 마르뜨 투르종
- 티모시 웨버
- 마이클 윌슨

## 제작진
- 미술: 스티븐 르글러
- 의상: 르니 에이프릴